# Геологія Молдови
Геологія Молдови
Територія Молдови — платформна область, північну і центральну частини якої займає добайкальська Молдавська плита Східно-Європейської платформи, а південну частину — епігерцинсько-кімерійська Скіфська плита. У зоні їх зчленування розташований Переддобруджинський юрський прогин (западина).
В крайній південно-сх. частині М. — Причорноморській западині — переважають гірські породи крейди-палеогену. Молдавська плита відокремлена від Українського масиву зоною Дністровських розломів. Кристалічний фундамент укладений архейськими (бузько-дністровська серія) і нижньопротерозойськими (бузька серія і подільський комплекс) магматичними і метаморфічними породами. На півночі в долині Дністра фундамент виходить на поверхню, а в Переддобруджинському прогині занурюється на глиб. 5-8 км. Після утворення Молдавської плити трансгресії і регресії моря охоплювали або майже всю територію платформи, або її окр. ділянки. У основі осадового чохла залягають найдревніші теригенно-ефузивні породи волинської серії верх. рифею (абс. вік 1020—900 млн років).
Найменш поширені на Молдавській плиті відклади кембрію, юри і відсутні відклади карбону, пермі і тріасу. Фундамент Скіфської плити складений дислокованими метаморфічними породами девону, карбону і пермі, прорваними інтрузіями основних і кислих магматичних порід і їх жильними дериватами. Глибина залягання фундаменту 400—700 м. Осадовий чохол плити складений відкладами юри, палеогену і неогену. Переддобруджинська западина являє собою вузьку ґрабенеподібну структуру півн.-зах. простягання, накладену на перероблені породи байкальського, каледонського і герцинського комплексів з густою мережею розломів і піднять, які створюють серію сходинок на її крилах і в осьовій зоні. Западина складена вендським комплексом теригенних порід, теригенно-хемогенними відкладами силуру, девону, карбону і пермі та хемогенно-теригенними породами юри. Ці утворення неузгоджено перекриті палеогеновими і неогеновими відкладами.
У Причорноморській западині відклади неогену поширені в межах всіх структур і представлені теригенно-карбонатними утвореннями. На півн.-заході і на сході М. субмеридіанально тягнуться дві смуги неогенових рифів. Основна частина нерудних корисних копалин, г.ч. буд. матеріалів, приурочена до неогенових і четвертинних відкладів.